# Francesco Maurolico

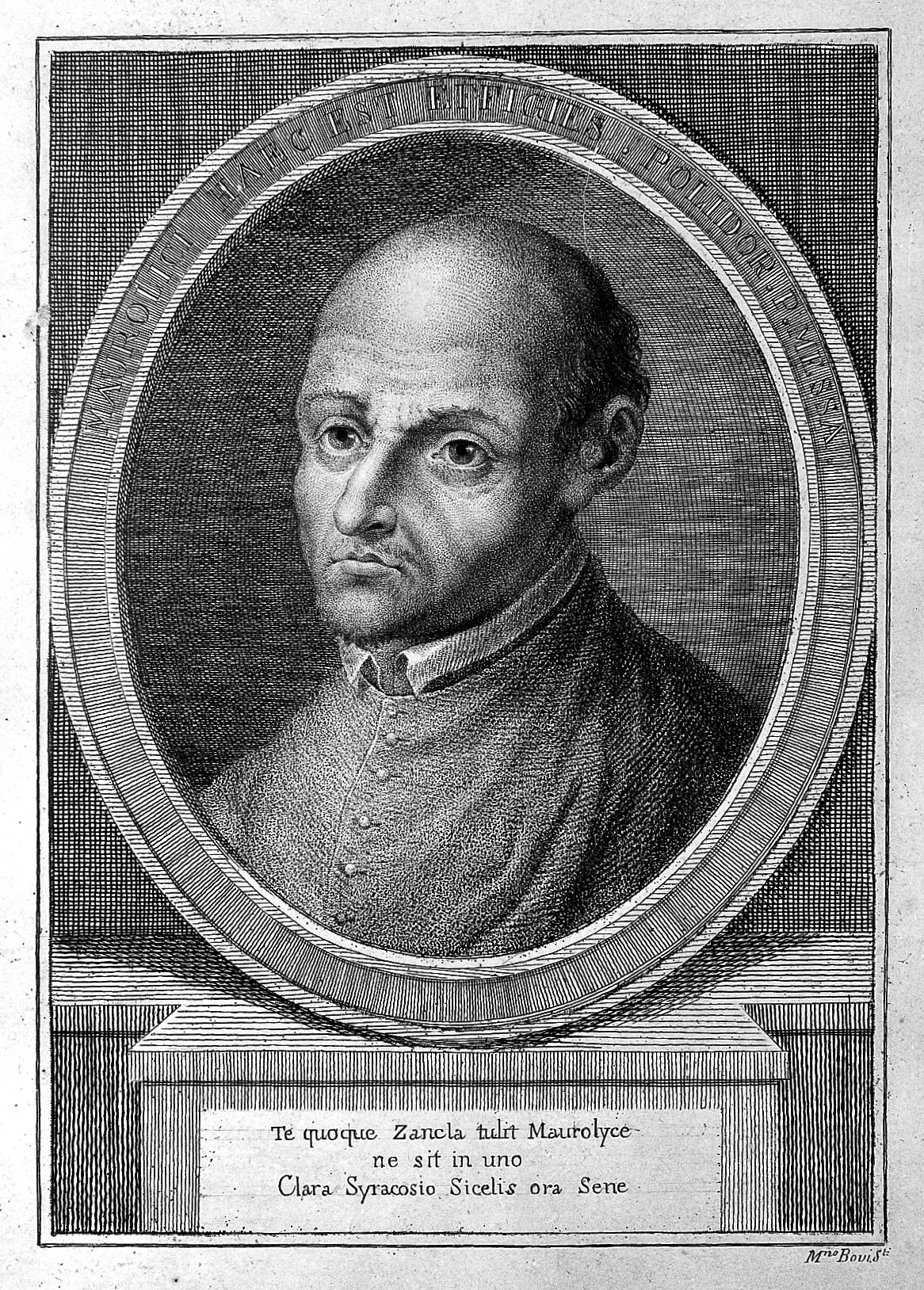
Francesco Maurolico.

Francesco Maurolico, född 16 september 1494 i Messina, död där 22 juli 1575, var en italiensk matematiker av grekisk härkomst. 
Maurolico blev präst 1521, men sysselsatte sig företrädesvis med vetenskaplig forskning och med undervisning i matematik. Han översatte arbeten av ett stort antal grekiska matematiker samt författade även själv skrifter inte endast i matematik, utan även inom skönlitteraturens område. I hans matematiska arbeten finns nya satser rörande de koniska sektionernas teori och gnomoniken. Han var även den förste, som gav en förklaring av det kända optiska fenomenet, att solens bild visar sig cirkulär, även om den framträder genom en triangulär öppning. Däremot har en på flera ställen i litteraturen förekommande uppgift, att Maurolico väsentligt bidragit till förklaringen av ögats synförmåga, visat sig bero på en missuppfattning.

## Bibliografi (i urval)

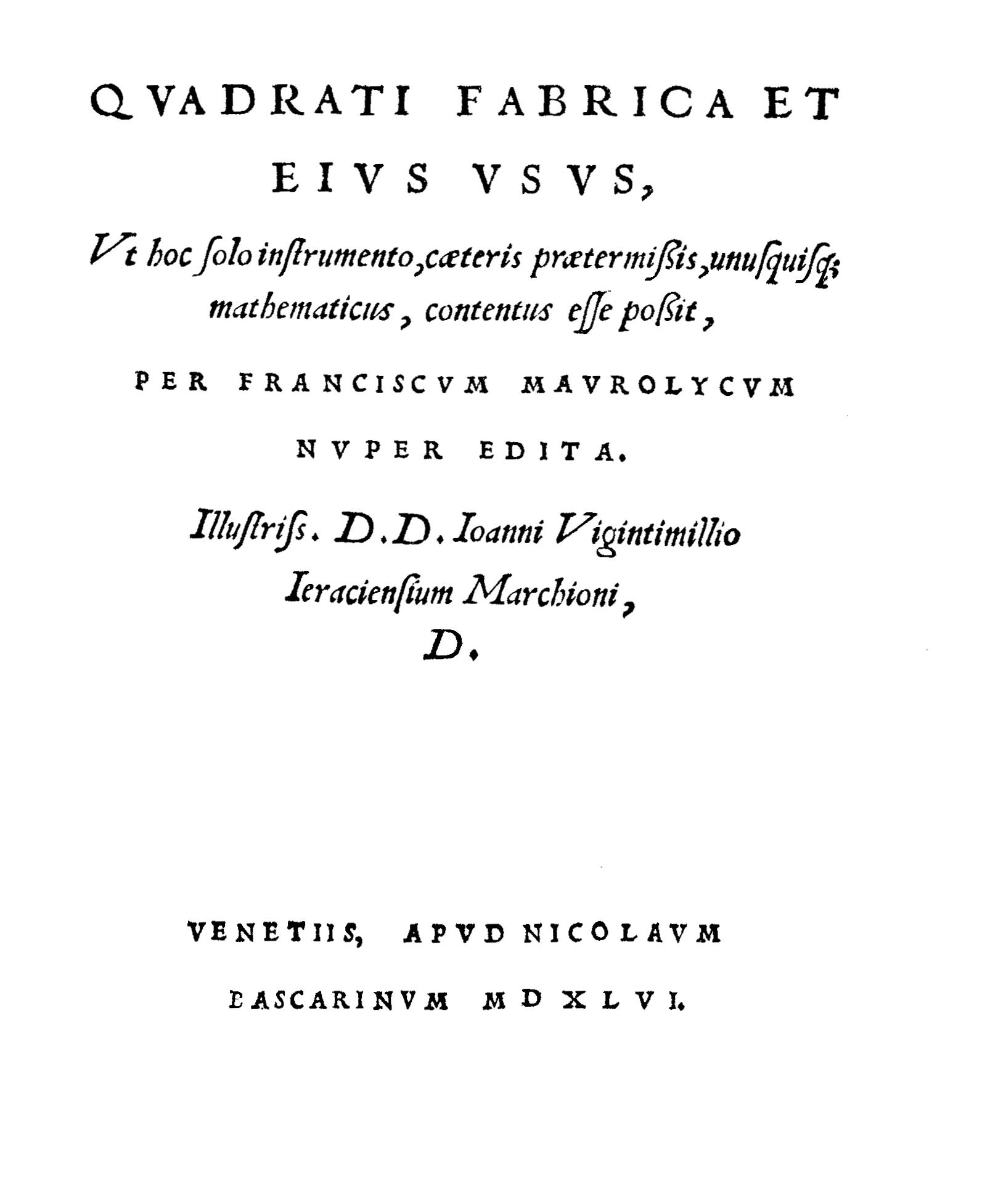
Quadrati fabrica et eius usus, 1546